# Водяников, Андрей Васильевич
Андре́й Васи́льевич Водя́ников (Водя́нников) (10 августа 1918, Старая Еловка, Красноярский край — 1 октября 1943, Верхнеднепровский район, Днепропетровская область) — советский военнослужащий, участник Великой Отечественной войны, командир взвода 252-го отдельного мотоинженерного батальона (57-я армия, Степной фронт), младший лейтенант. Герой Советского Союза (1943).

## Биография
Родился 10 августа 1918 года в деревне Старая Еловка (ныне Бирилюсского района Красноярского края) в крестьянской семье. Русский.
После окончания пяти классов работал в колхозе «Великий перелом».
В Красной армии в 1938—1940 годах и с октября 1941 года. Участник Великой Отечественной войны с 1941 года.
Командир взвода 252-го отдельного мотоинженерного батальона кандидат в члены ВКП(б) младший лейтенант Андрей Водяников в ночь на 25 сентября 1943 года, возглавляя инженерную разведку, первым вышел к Днепру северо-западнее города Днепродзержинск (Днепропетровская область УССР) и на 5 рыбацких лодках организовал переправу автоматчиков на правый берег реки. На занятом плацдарме возглавил группу бойцов, отразил контратаку противника, удержал занимаемые позиции до подхода подкрепления.
26 сентября 1943 года противник вывел из строя паром, на котором переправлялись две 76-мм пушки. Водяников бросился в воду, настиг повреждённый паром и доставил его к берегу.
Погиб в бою 1 октября 1943 года. Похоронен в деревне Шульговка Петриковского района Днепропетровской области.

## Награды
- Медаль «Золотая Звезда» (20 декабря 1943);
- Орден Ленина (20 декабря 1943);
- Орден Отечественной войны 2-й степени (10 октября 1943);
- Медаль «За отвагу» (31 января 1943);
- Медаль «За боевые заслуги» (16 марта 1943).

## Память
- Обелиск в пгт Кринички Днепропетровской области;
- Имя носит улица в селе Новобирилюссы Бирилюсского района Красноярского края;
- Имя носит улица в городе Красноярск;
- Приказом Министерства внутренних дел СССР зачислен навечно в списки личного состава Центрального РОВД города Красноярск. Возле здания РОВД установлен бюст Героя.
- В 2025 году в красноярском сквере им. А.В. Водяникова в канун празднования 80-й годовщины Великой Победы установлен бронзовый памятник.